# Prepusa (insecto)
Prepusa miranda es una especie de coleóptero adéfago de la familia Carabidae. Es el único miembro del género monotípico Prepusa.